# 今治立花農業協同組合
今治立花農業協同組合（いまばりたちばなのうぎょうきょうどうくみあい）は、愛媛県今治市に本所を置く農業協同組合である。略称はJA今治立花。

## 概要
愛媛県今治市立花地区を管理区域としている。
1997年に今治市･越智郡の14農協が合併し越智今治農業協同組合（JAおちいまばり）となったが、今治市･越智郡では唯一合併には参加しなかった。

## 沿革
- 1948年04月 - 今治市立花農業協同組合が設立。
- 1949年08月 - 購買店舗を本所に新築。
- 1950年02月 - 郷出張所を開設。
- 1955年04月 - 立花幼稚園設立。
- 1964年12月 - くみあいマーケット鳥生店が開店。
- 1965年02月 - 本所を新築。
- 1973年03月 - くみあいマーケット郷店が開店。
- 1974年
  - 03月 - 郷出張所新築、支店に昇格。
  - 05月 - 立花幼稚園を学校法人に変更。
  - 12月 - くみあいマーケット鳥生店を移設新築。
- 1976年04月 - 立花出張所を開設。
- 1977年12月 - 　立花出張所を新築移転、支店に昇格。
- 1982年07月 - 今治立花農業協同組合に名称変更。
- 1995年03月 - 本所事務所・くみあいマーケット鳥生店を新築。
- 1996年11月 - くみあいマーケット郷店新築。
- 2006年04月 - デイサービスセンターを開所。

## 本･支所一覧

### 金融店舗
- 本所 -  愛媛県今治市北鳥生町3丁目3-14
- 郷支所 - 愛媛県今治市郷六ヶ内町2丁目3-10
- 郷本町支店 - 愛媛県今治市郷本町1丁目2-11

### スーパー･福祉施設
- マーケット鳥生店 - 愛媛県今治市北鳥生町3丁目3-14
- マーケット郷店 - 愛媛県今治市郷本町1丁目2-15
- デイサービスセンター - 愛媛県今治市立花町4丁目5-26